# Gary Pine
Gary Pine (Norwich, Port Antonio), también conocido como Gary «Nesta» Pine, es un músico jamaiquino de reggae. Desde el 1998 hasta el 2006, se desempeñó como el cantante principal de The Wailers. No solo incursiona dentro de la escena de la música reggae sino también tiene varias colaboraciones con artistas de música dance.

## Trayectoria
Su carrera musical se inició siendo el cantante principal de la banda jamaicana de reggae City Heat con residencia en Nueva York desde 1989 al 1997 y también intentó comenzar una carrera en solitario. Durante ocho años a partir de 1998, se convirtió en el cantante principal de los Wailers.
En 2005 se dio a conocer a un público amplio a través de su colaboración en el éxito mundial «Love Generation» con Bob Sinclar. También prestó su voz en varias canciones del álbum Western Dream lanzado en 2006.
En colaboración con Shaggy, Pine volvió a aparecer en las listas europeas de éxitos en 2009 con la canción «Fly High».
Cuenta con dos álbumes de estudio From Jahmaica To De World  en 2013 y Revelations en 2016.

## Discografía

### Álbumes
- 2012: From Jahmaica to de World
- 2016: Revelations

### Sencillos y EP
- 2006: New Day Ryzin' EP
- 2010: «Dirty on the Dancefloor» (con Hadise)
- 2021: «Living My Life»
- 2021: «Am an African»
- 2023: «Wolves Around Me»

### Colaborando con otros artistas
| Año  | Título                                       | Artista(s)                      | Álbum                   |
| ---- | -------------------------------------------- | ------------------------------- | ----------------------- |
| 2003 | «Money» (con Dollarman)                      | Easy Star All-Stars             | Dubber Side of the Moon |
| 2005 | «Love Generation»                            | Bob Sinclar                     | Western Dream           |
| 2006 | «Give a Lil' Love»                           | Bob Sinclar                     | Western Dream           |
| 2006 | «Shining from Heaven»                        | Bob Sinclar                     | Western Dream           |
| 2006 | «Miss Me»                                    | Bob Sinclar                     | Western Dream           |
| 2007 | «Sound of Freedom» (con Cutee B & Dollarman) | Bob Sinclar                     | Soundz of Freedom       |
| 2009 | «Fly High»                                   | Shaggy                          |                         |
| 2009 | «Let the Sun Shine»                          | Milk & Sugar                    |                         |
| 2009 | «Sunshine» (con Jamie Sparks)                | Marc Mysterio con Frank Turgeon |                         |
| 2014 | «It's our time» (con Shea Rose)              | Lachi                           |                         |
| 2015 | «Let the Music Play»                         | Giulio Silvestris               |                         |
| 2015 | «Find a Way» (con Shayon TheHitman)          | Vice                            |                         |
| 2016 | «I Come to Party»                            | Attilson                        |                         |
| 2017 | «One Life»                                   | Disco Killerz                   |                         |
| 2017 | «Got Wings»                                  | The 69 Project                  |                         |
| 2018 | «Love»                                       | Congo                           |                         |
| 2018 | «It Starts with Love»                        | Rodge                           |                         |
| 2018 | «My World»                                   | Cardinale & MC ANDREANO         |                         |
| 2018 | «One Love»                                   | Alessio Pras                    |                         |
| 2018 | «Light Up the Sky»                           | SizMo                           |                         |
| 2019 | «Sweet Senorita»                             | Kilian Taras & Andrea Gallo     |                         |
| 2019 | «Rize Again»                                 | Barzo                           |                         |
| 2020 | «Adjust Your Brightness»                     | Gleem                           |                         |
| 2020 | «Love Love Love»                             | Gary Caos                       |                         |
| 2023 | «Yeaao (party,party,party)»                  | Cèèjay & Forty-Five             |                         |
| 2023 | «Something's Taking Ovah»                    | Jhonny Sanchez & Kachas         |                         |
| 2023 | «The Way I Like It»                          | Alex Phratz & Meseta            |                         |
| 2024 | «Feel Like Flyin»                            | LeadbacK                        |                         |
| 2024 | «WE PUSH (on est ensemble)»                  | kali kamga                      |                         |